# Adolph Mignot

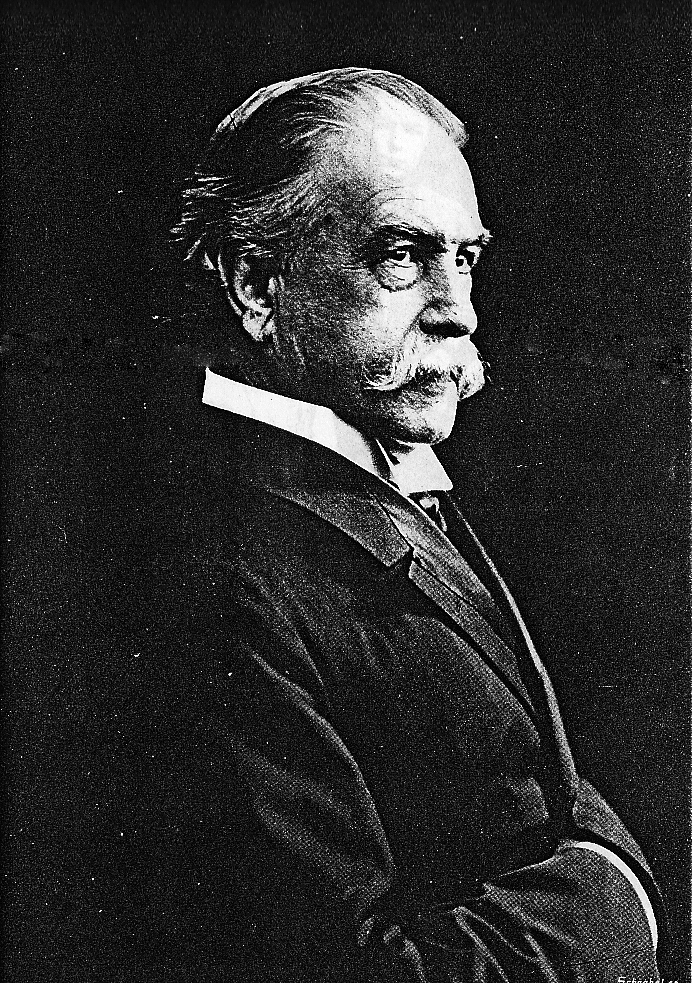
Adolph Mignot

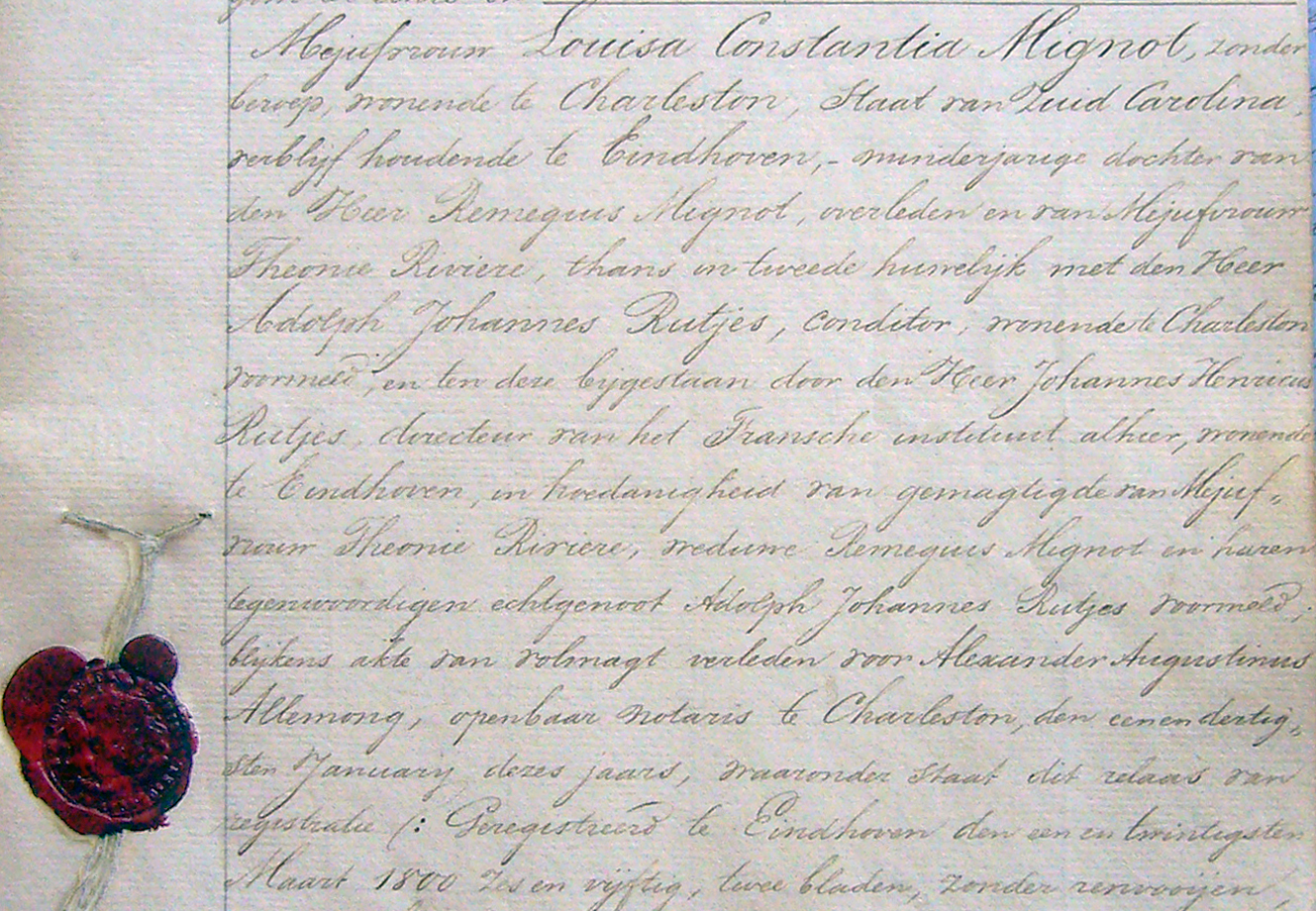
Volmacht van Theonie Riviere en Aldolph John Rutjes voor het huwelijk van Louisa Constantia Mignot afgegeven 31-1-1856

Adolph John Mignot (Charleston, South Carolina V.S. 15 december 1835 – Nice Fr. 6 januari 1911) stichtte in 1858 met zijn zwager Anthonie Alexander Martinus de Block, te Woensel een sigarenfabriek Mignot & De Block (later N.V. Vereenigde Tabaksindustrieën Mignot & de Block) te Eindhoven; laatstgenoemde was in 1856 gehuwd met Louisa Constantia Mignot, de twee jaar jongere zuster van Adolph. 
Adolph John (ook Adolf Johan) Mignot werd op 15 december 1835 geboren te Charleston (South-Carolina, Verenigde Staten) als zoon van Rémy Mignot, koffiehuishouder, banketbakker (en slavenbeziter, volgen sommige teksten), en van de uit Philadelphia afkomstige Théonie Marie Louise Rivière. 
Zijn beide ouders waren van Franse komaf. 
Remy Mignot was, blijkens diens geboorteakte, geboren op 6 juni 1801 als zoon van de koopman Adrien Mignot en diens echtgenote Marie Moisson, te Granville, arrondissement Avranches te Normandië. (De familie van zijn moeder zou stammen uit een baroniaal geslacht (De la) Rivière, waarvan een tak op het einde van de achttiende eeuw in de Verenigde Staten belandde.)
Bij de doop van Louisa Constantia Mignot, de begrafenis van haar vader Remy (Remigius in het latijn) en allerlei andere Amerikaanse en Nederlandse stukken heet de moeder Theonie Riviere, 'de la' is van later datum.
Indien hij door zijn ouders naar Nederland gestuurd, om op kostschool te gaan, is het gezien het leeftijdsverschil van vijf jaar, onwaarschijnlijk dat hij daar A.A.M. de Block leerde kennen. 
Zijn bijna 5 jaar oudere halfbroer de schilder Louis Rémy Mignot is wel in 1848 op zeventienjarige leeftijd naar Johannes Leonardus Rutjes, na 1843 hoofd van de Fransche school in Eindhoven, gestuurd om bij diens schoonvader Andreas Schelfhout in 's-Gravenhage in de leer te gaan.
De fabriek, onder de firma Mignot & de Block, was uitermate succesvol en zou een groot deel van Eindhoven – dat zich in die tijd snel ontwikkelde van Brabants stadje naar grote industriestad – werk verschaffen. In 1899 was Adolph Mignot, evenals zijn schoonzoon Jan van Blarkom (1856–1939), een van de oprichters en grootaandeelhouders van de N.V. Meierijsche Bank te 's-Hertogenbosch. Op 12 april 1868 trad Adolph John Mignot te Amsterdam in het huwelijk met Johanna Christina Hubertina Maria (genaamd Jeannette) Smelt, op 29 mei 1843 te Amsterdam geboren als dochter van de scheepsreder en koopman Gerrit Smelt en Maria Catharina Schillemans.

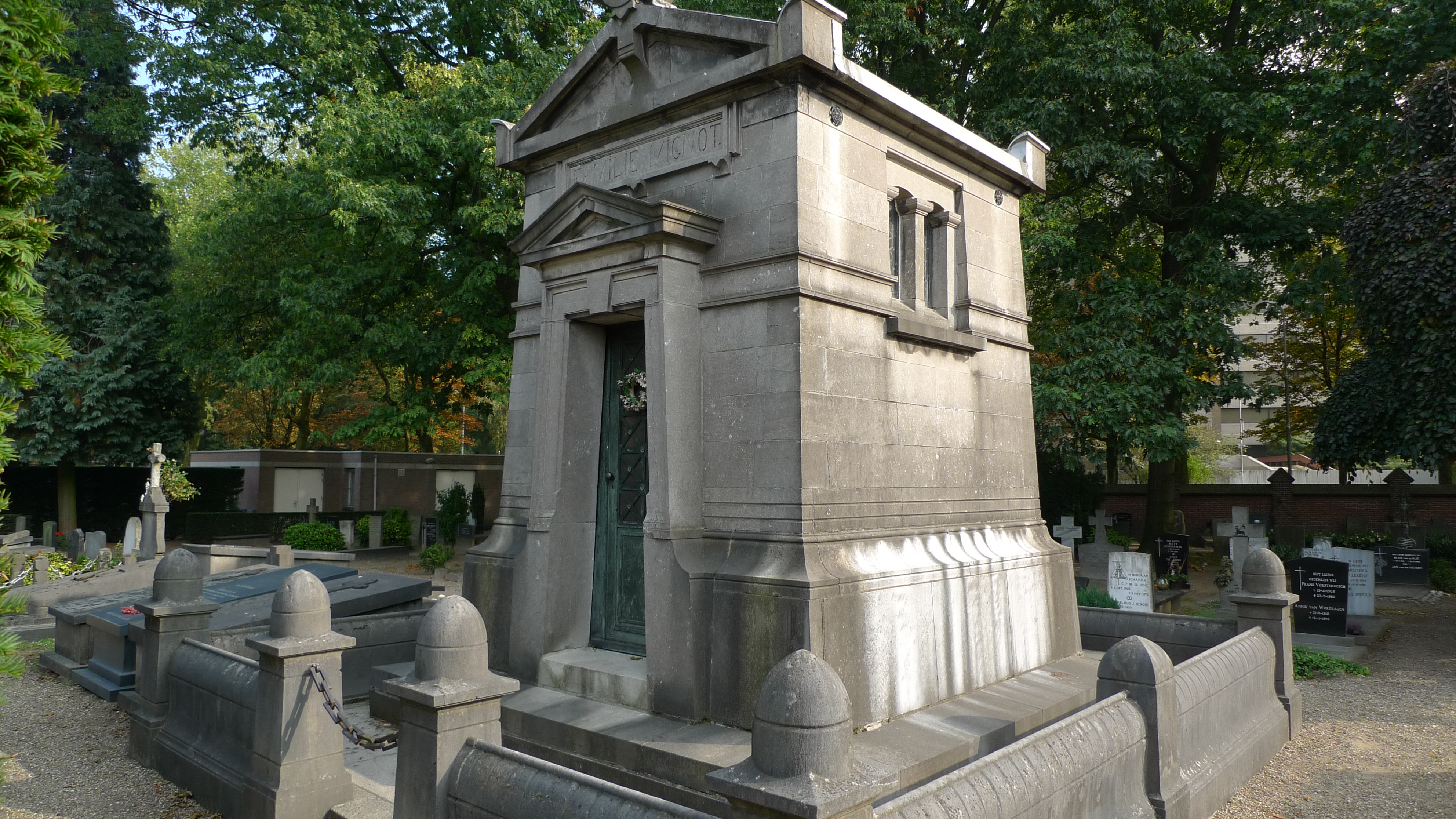
Grafkapel van de familie Mignot

Het gezin Mignot-Smelt bewoonde een fraaie, in opdracht gebouwde villa aan het Stationsplein te Eindhoven. Adolph Mignot overleed te Nice op 6 januari 1911, zijn weduwe Jeannette Smelt overleefde hem enige jaren en overleed te Brussel op 27 juni 1914. Zij zijn de stamouders van het Nederlandse geslacht Mignot, met nazaten in onder meer Nederland, België en Frankrijk. Hun fraaie graftombe, vervaardigd naar een ontwerp van de Antwerpse architect F. van Ballaer, is nog te bewonderen op de begraafplaats bij de Sint-Catharinakerk aan de Zwembadweg te Eindhoven.